# お台場冒険王
お台場冒険王（おだいばぼうけんおう）は、フジテレビジョン本社およびお台場周辺海域にて夏に開催されているイベント。フジテレビ本社屋、青海周辺エリアなどで開催される。

## 概要
フジテレビ開局45周年を記念し、2003年以降毎年7月中旬から8月末日（年度によっては9月第1週まで）に開催されており、2008年の開催を以て1度は幕を下ろしたものの、2023年に15年ぶりの開催が発表された。2007年はフジテレビお台場移転10周年を記念してタイトルも「ザ・冒険王」とリニューアルした。
フジテレビは『コミュニケーションカーニバル 夢工場'87』以降、『お台場DODONPA!』（1997年）、『P-kiesワンダーランド』（1998年）、『BANG PARK!』（1999年）、『お台場どっと混む!』（2000年 - 2002年）など数々のイベントを開催しメディアミックスを頻繁に行っている。
1998年の『P-kiesワンダーランド』以降、大規模なアトラクション展示を行っていた別会場の臨海副都心青海Q区画が、所有者である東京都港湾局との期間賃借契約が2008年秋に終了する事に伴い、2008年の『お台場冒険王ファイナル〜君が来なくちゃ終われない!〜』を以て、同名称でのイベント開催は一旦終了した。
翌2009年度は隣接のP区画に会場を移転させた『お台場合衆国〜フジがやらねば誰がやる〜』が、フジテレビ本社屋・青海P区画・潮風公園・船の科学館を中心に開催された。
2023年はフジテレビ開局65周年を記念し『真夏の湾岸エンタメEXPO お台場冒険王2023SUMMER SPLASH!』として同年7月22日から8月27日まで開催され、「冒険王」の名称が15年ぶりに復活。2024年も『お台場冒険王2024〜人気者にアイ♡LAND〜』として7月20日から8月25日まで開催された。しかし、2025年は中止を発表した。
例年8月8日（フジテレビの日）は、フジテレビ社員が縄電車（縄で作られ、電車を模したもの）でフジテレビ社内を案内。毎年『もしもツアーズ』のメンバーが出発式に登場しており、2005年8月8日の出発式ではウド鈴木と伊藤淳史が電車男に扮し、出発進行を行った。なお、8月8日に縄電車で社内見学を実施するのは、新宿区河田町の旧社屋時代に開催されていた『フジテレビまつり』からの伝統行事である。同じく河田町時代に催されていたフジテレビ社員らによるフリーマーケットや、「フォークジャンボリー」（出演は坂崎幸之助、篠原ともえら）もフジテレビの日に開催されており、毎年恒例の目玉行事として定着した。
館内放送「ちゃんねる冒険王」（2003年 - 2005年）では、新人アナウンサーらによるアトラクションの案内の他、イベントの見所解説や芸能人とのトークショーの模様が放送されていた。
有料エリアが設定されてあり、日付指定の「1DAYパスポート」が発行されている。パスポートは冊子形式になっており、ガイドブックとしても利用可能。また、首から下げるひもが付いたビニールケースが付属している。なお、パスポートを購入すれば、フジテレビ社屋の球体展望室にも入場できた。このようなイベント開催時に限り普段とは違う特別料金が適用される手法はゴールデンウィークに開催されていた「お台場学園〜文化祭〜」でも同様である（ただし両イベントとも通常通りの球体展望室のみの入場チケットも販売されている）。
このイベントの大成功とスポンサー収入の減収により、このイベントがもたらした放送外収入は、テレビ局の収入に大きく影響するようになり、他局でも類似イベントが行われるようになり夏休みの風物詩になった。お台場冒険王はテレビ局主催の夏休みイベントの先駆けともいえる。

## 記録・エピソード
- 2005年は来場数を460万人という過去最高の来場数を記録し、日本テレビのイベント『GO!SHIODOMEジャンボリー』に圧勝した。
- 2006年7月、元極楽とんぼ・山本圭一の起こした不祥事の影響で、彼に関する展示物（「山奥〜豚の乱〜」・油谷さんグッズなど含む）は全面的に撤去・他のものに変更され、損害額は1億円以上と言われる。そのため、2007年のイベントでは加藤浩次が自宅で実際に使用している洋式便器を渋々供出することになった。

### オープニングセレモニー
- 開催初日には、毎年オープニングセレモニーを行っており、毎年一貫してフジテレビ社長（2006年までは村上光一、2007年からは豊田皓）らが開会宣言を行い、タレントやフジテレビアナウンサーが多数登場した。
- 2003年 - 当時の冒険王イメージガールSnappeas
- 2004年 - 『はねるのトびら』のメンバー全員
- 2005年 - 『ワンナイR&R』のゴリエ&くずほか、キャラクターに扮したメンバーの一部
- 2006年 - 『はねるのトびら』の「回転SUSHI」のキャラクターに扮した出演者6人
- 2007年 - 『はねるのトびら』の各々のキャラクターに扮したメンバー全員
- 2008年 - 『めざましどようびメガ』の生放送内で行われ、『はねるのトびら』のメンバー全員ほか

### 映画との連動
毎年フジテレビ製作映画と連動している。
- 2003年 - 『踊る大捜査線 THE MOVIE2』のミュージアムやカフェを実施
- 2004年 - 『NIN×NIN 忍者ハットリくん THE MOVIE』のミュージアムやアトラクションを実施
- 2005年 - 『星になった少年』をモチーフとしたアトラクション「ちび象ランディランド」を実施
- 2006年 - 『ブレイブ・ストーリー』をモチーフとした「ブレイブ・ランド」を実施、『UDON』のセットの展示、讃岐うどんの販売
- 2007年 - 「HERO street〜久利生検事を探せ!〜」を24Fコリドールで、「西遊記ランド」を22Fフォーラム会場で実施
- 2008年 - 「ガリレオワールド」を22Fフォーラム会場で実施

## 開催日程
| 回次  | イベント正式名                                                  | 開催期間                | イメージキャラクター              |
| ----- | --------------------------------------------------------------- | ----------------------- | --------------------------------- |
| 第1回 | お台場冒険王 〜カワイイ子には、冒険させよ。〜                   | 2003年7月19日 - 8月31日 | Snappeas                          |
| 第2回 | Adventure King お台場冒険王2004 レインボーブリッジは封鎖するな! | 2004年7月17日 - 9月5日  | ---                               |
| 第3回 | お台場冒険王2005 〜史上最強のテレビ遊園地〜                     | 2005年7月16日 - 8月31日 | ゴリエ                            |
| 第4回 | お台場冒険王2006 〜キミが来なくちゃはじまらない!〜              | 2006年7月15日 - 8月31日 | ---                               |
| 第5回 | ありがとう!お台場10周年 ザ・冒険王2007                          | 2007年7月14日 - 9月2日  | 孫悟空（香取慎吾）                |
| 第6回 | お台場冒険王ファイナル 〜君が来なくちゃ終われない!〜            | 2008年7月19日 - 8月31日 | 羞恥心、Pabo、アイドリング!!!     |
| 第7回 | 真夏の湾岸エンタメEXPO お台場冒険王2023 SUMMER SPLASH!          | 2023年7月22日 - 8月27日 | 千鳥                              |
| 第8回 | お台場冒険王2024〜人気者にアイ♡LAND〜                           | 2024年7月20日 - 8月25日 | マッサマン（向井康二 / Snow Man） |

2005年と2007年、2023年はイメージキャラクターの正式発表がなかったが、ゴリエは応援団長、千鳥は団長として活躍、香取はイラスト化された西遊記の孫悟空の声優としてCMに出演するなどしていた。

## 主なアトラクション

### フジテレビ本社屋
- 1F 夢のバラエティランド（2004年はホテル・グランパシフィック・メリディアン前にも設置。2005年は「バラエティランド」、2006年は「バラエティ&ドラマランド」、2007年は「バラエティ&ドラマパラダイス」、2008年は「おバカンスクエア」と改称。2007年・2008年は冒険ランドにも「バラエティランド」が設置された。）
  - めちゃ×2イケてるッ!「単位上等!爆走数取団」（2003年、2004年）、「期末テスト」（2004年）、「THE STAMP SHOW!!」&「どぜうモンの駄メ菓子屋」（2005年）
  - トリビアの泉（2003年、2005年 - 2007年）※2004年は22Fフォーラム
  - ワンナイR&Rゲームコーナー（2003年 - 2006年）
  - ライオンのごきげんよう サイコロカジノ（2003年 - 2008年）
  - 爆笑おすピー問題!（2003年）
  - あいのり 初代ラブワゴン、日記等（2003年 - 2008年）※2004年はホテル・グランパシフィック・メリディアン前。2005年からはラブワゴンの後部座席に座れた。
  - ココリコミラクルタイプ（2003年 - 2006年）※2007年は冒険ランド
  - 笑う犬の情熱「森っ子カブタン」（2003年）
  - はねるのトびら体感ブース（2003年、2004年、2006年、2007年）※2005年・2008年は冒険ランド
  - ネプリーグ「たけのこニョッキ」&「秋葉カンペーミュージアム」（2003年、2004年）、「ファイブリーグ」（2005年、2006年）※2007年・2008年は冒険ランド
  - 奇跡体験!アンビリバボー 心霊写真館（2003年）※2004年はパレットタウン内
  - ayu ready? ビーチハウス（2003年）
  - HEY!HEY!HEY! MUSIC CHAMP（2003年 - 2005年、2007年）
  - 笑っていいとも!（2003年 - 2004年、2006年 - 2008年）※2005年は22Fフォーラム、2007年は冒険ランド
  - クイズ!ヘキサゴン（2003年 - 2005年）
  - ザ・ジャッジ!（2003年）
  - ほんとにあった怖い話 心霊写真館（2004年 - 2008年）
  - もしもツアーズ（2004年、2006年）※2007年は冒険ランド
  - ラグ&ピース アカペラ卓球部（2004年）
  - おそく起きた昼は… 小道具展示、アンケートBOX等（2004年）
  - 考えるヒト 受賞作品展示（2005年）
  - 人志松本のすべらない話 投稿コーナー（2005年、2007年）
  - ブログタイプ（2005年）
  - リチャードホール（2005年）
  - お台場明石城-NOMAD- 城主体験&あみだくじ（2005年）
  - 幸せって何だっけ 〜カズカズの宝話〜（2005年、2007年）
  - クイズ!ヘキサゴンII 予選ペーパーテスト（2006年 - 2007年）
  - くるくるドカン〜新しい波を探して〜「変顔選手権」（2006年）
  - メントレG「クイズ楽屋訪問」（2007年）
  - ザ・ベストハウス123 ベスト3写真館（2007年）※2008年は冒険ランド
  - 働くおっさん劇場（2007年）
  - COMBAT☆スリルな夜（2007年）
  - アイドリング!!!（2007年、2008年）
  - タモリのジャポニカロゴス（2007年）※冒険ランド
  - オリキュン（2007年）※冒険ランド
  - Beポンキッキ（2008年）
  - アナ☆ログ ひとくち屋台（2008年）
- 1F マルチシアター
2003年、『ドラゴンボールZ』全編上映、『稲村ジェーン』上映、『あいのり』総集編上映、お笑いライブ開催
2004年、『Promise Land〜クローバーズの大冒険〜』上映、お笑いライブ開催
2005年、『ほんとにあった怖い話』のオムニバスストーリーを松浦亜弥主演で立体映像化
2006年、「SPORT EYE'S」と題し、スポーツ選手の超人的な技の瞬間を上映
2007年、『のだめカンタービレ夏休みクラシック講座』上映（講師陣：上野樹里、玉木宏、竹中直人）
2008年、「お台場DVD王」、「お台場映画王2008」
- 1F カフェコスタ
2003年、「湾岸cafe」（『踊る大捜査線』とのコラボ）
2004年、「トーマスカフェ by P-kies」
2005年、「韓流cafe」（「悲しき恋歌」とのコラボ）
2006年、「そっくりものまね紅白 presents 有名人の集まるカフェ」
2007年、「マジまじマジックカフェ」
2008年、「インクレディブル・ハルク＆アイアンマンCAFE」
- 1F シアターモール
LOWSONきっかけステーション（2006年 - 2008年、22時まで営業）
- 3F 大階段
2008年、映画&TVドラマ『ホームレス中学生』で実際に使用された「まきふん」の展示
- 7F 屋上庭園
2003年 「めざまし お祭りランド」
2004年 「サザエさんの住むまち - あさひが丘商店街夏祭り」（サザエさんが住む町や、磯野家の外観・内部を再現）
2005年 「めざましランド」
2006年 「めざまし39（サンキュー）アベニュー」
2007年 「毎日朝から生放送でお祭りやってます町内会」
2008年 「めざましストリート」
めざましテレビ（他、朝の情報番組）キャスタープロデュースの「めざましカフェ」（2004年は「めざましカフェ2004 SUMMER」、2005年は「めざまし太陽カフェ」、2006年は「めざまし39（サンキュー）カフェ」、2007年は「スマイルカフェ」、2008年は「めざましフラワーロード エコカフェ」）を中心に、フジネットワーク各局から出店が出る。2005年は「めざまし体操」の特製DVDを作ることができるブースもあった。また、2005年にはシンボルとして巨大めざましくんが設置され、2005年度の冒険王閉幕後も残されていた。2007年は『めざましテレビ』『めざにゅ〜』『めざましどようび』に加え、『情報プレゼンター とくダネ!』『わかってちょーだい!』『ハッケン!!』といったフジテレビで午前中に放送されている番組とコラボし、名称は「毎日朝から生放送でお祭りやってます町内会」に。
2003年は、『こちら葛飾区亀有公園前派出所』の派出所を再現したブースを設置。2007年まではミニステージも設置され、番組収録やミニライブなどが行われていた。また、「アナウンサートークショー」が2003年と2004年は「めざましカフェ」で、2005年 - 2007年はミニステージで行われていた。
  - ワッチミー!TV動画みやげ屋（2007年）
  - リトルビッグプラネット in めざましストリート（2008年、めざましテレビスペシャルステージがプレイ出来る試遊台[11]）
- 22F フォーラム（展示会）
  1. 2003年 「踊る大捜査線 湾岸ミュージアム」
  2. 2004年 「トリビアの泉 〜素晴らしきムダ知識〜 トリビアの館」（2005年以降は1Fバラエティランドに場所移動）
  3. 2005年 「笑っていいとも! in 冒険王 いいともツアーズ」（開催期間中はスタジオアルタとつないで「笑っていいとも!」の一部コーナーを生中継した）
  4. 2006年 「東京めちゃイケランド」（前述の理由から、途中で展示物の撤去と入れ替えが行われた）
  5. 2007年 「西遊記ランド」（喫茶「劉星の家」他）
  6. 2008年 「ガリレオワールド」（帝都大学内部を復元移設）
- 24F コリドール
  1. 2003年「アニメぐるぐるトンネル」（1960年代から1990年代のフジテレビのアニメキャラクターの立像等を展示）
  2. 2004年「まる子の夏休み お台場の大冒険」（ちびまる子ちゃんの立像やパネル等を展示）
  3. 2005年「『踊る』レジェンド・ミュージアム」（「交渉人 真下正義」、「容疑者 室井慎次」で使用された小道具等を展示）
  4. 2006年「がんばれ!全日本女子バレー2006ワールドグランプリ」（日本代表選手の等身大パネル等を展示）
  5. 2007年「HERO street〜久利生検事を探せ!〜」「新・連ドラ通り」（使用された衣装や小道具等を展示）
  6. 2008年「コカ・コーラオリンピックファンステーション」（コカ・コーラとオリンピックの歴史が分かるアイテム等を展示）
- 25F 球体展望室
  - 2003年 - 2007年は、映像体感シアター「球体パニックアドベンチャー」（2007年は「妖怪パニックアドベンチャー」）と題し、5面マルチ映像を上映。

  1. 2003年 ドラゴンボール・ワンピース・鉄腕アトムのコラボ
  2. 2004年 ドラゴンボール・ワンピース・こち亀のコラボ
  3. 2005年 とんねるずのみなさんのおかげでした（博士と助手）＆ちびまる子ちゃん
  4. 2006年 ブレイブ・ストーリー×はねるのトびら
  5. 2007年 ゲゲゲの鬼太郎 激闘!お台場入道
  6. 2008年 コカ・コーラオリンピックファンステーションwithすぽると!球体スタジオ
- ちゃんねる冒険王（2003年 - 2005年）

### 冒険ランド
- 青海Q地区。2012年春からは「ダイバーシティ東京」。
  - ベッカムメリーゴーランド（2003年）
  - ウォーターボーイズショー（2003年 - 2005年）
  - お台場湾岸テレビ（2004年 - 2006年）
2005年、2006年は「3Dどっきり☆スタジオ」
  - レジェンズ・サマーアドベンチャー（2004年）
  - DRAGON GATE お台場毎日プロレス（2004年、2005年）
  - すかいらーくグループリーグ in お台場冒険王（2004年 - 2008年）
芸能人女子フットサルチームによる対抗戦。Gatas Brilhantes H.P.などが出場。
  - イベント「FUJI-POP」（2005年）
2005年7月16日、オープニングアクトのミュージカル「ゴリエの大冒険」が開催された。
  - ダンドリ。〜Dance☆Drill〜ショー（2006年8月17日 - 8月21日）
ドラマ出演の榮倉奈々、加藤ローサ、森田彩華、西原亜希、悠城早矢らのチームが出演。
  - ドラマミュージアム（2005年）
  - サプリcafé（2006年）
  - 大奥おばけ屋敷（2006年）
  - ブレイブ・ランド（2006年）
  - 武林風 少林寺伝説（2007年）
  - ネプリーグランド（2007年、2006年までは池広場バラエティランド）
  - 西遊記3Dシアター〜失われた無玉の巻〜（2007年）
  - まるまるちびまる子ちゃん
    - まるまるメリーゴーランド（2007年）
    - みまつや（2007年）

  - ジャンクSPORTSスタジアム アスリートに挑戦!（2007年、2006年までは池広場バラエティランド）
  - ドラゴンクエスト世にも不思議城（2007年）
  - お台場ファッションステージ〜ダイフク〜（2007年）
  - すかいらーくグループカフェ（2005年 - 2008年）
  - 子育てれび赤ちゃんセンター（2005年 - 2008年）
  - クイズ!アドベンチャー!!（2008年）
  - クイズ!ヘキサゴンII クレーンゲームパレード（2008年）
  - 爆笑レッドカーペット＆コンバットII大笑写真館（2008年）
  - ジョーデキ!ステーションPOP屋台村（2008年）
  - ゲゲゲの鬼太郎 妖怪ツアーズ 目玉おやじと千年呪いめぐり（2008年）
  - チキンラーメン発明50周年記念館（2008年）
  - お台場さとうきび迷路（2008年）
  - NISSAN FEEL THE SEASON 夏（2008年）
  - ウキウキ広場（2008年）
  - 冒険王スタジアム（2008年）

#### 青海地区特設会場
- キッズランド（特設テント・トーマスシアター）「ミュージカル きかんしゃトーマスとなかまたち」（2005年）
2006年は会場をアクアシティお台場へ移し「トーマス台場ステーション」を、2007年は会場をメディアージュへ再移転し「フジテレビうきうきランド」内で展開した。
- シュッとした金のオブジェの先ランド（港区江東区青海1-3、東京テレポートセンター駐車場付近、シンボルプロムナード公園）
  - めちゃ×2バケてるッ!-What's a HORORR We are!-（お化け屋敷）＆裏飯屋（2007年）
  - めちゃイケ海の家（2008年）

### お台場海浜公園
- ONE PIECE ゴーイングメリー号（遊覧船）
2003年 - 2005年、東京湾お台場海域を航行。なお、原作でゴーイングメリー号が焼却されたため、2006年からは運航はなくなった。

### 周辺エリア
- デックス東京ビーチ
  - ハチクロカフェ（2005年、2006年）
  - バニラ気分! GO!GO!サタ マツケンレシピ（2006年）
- メディアージュ スタジオドリームメーカー（SDM）
  - IQサプリパーク（2006年）

### サテライトイベント
- めざまし体操キャラバン（2005年 - 2007年、『めざましテレビ』『めざましどようび』2番組による合同企画）
- 北斗ミュージアム「北斗の拳英雄伝 〜台場の章〜」（2006年、青海特設会場）
- 筋肉ミュージカル MATSURI 祭 ODAIBA special（2006年、横浜・マッスルシアター）
- もえる森 とける大地「マンモスからの警告」展（2006年7月1日 - 9月3日、日本科学未来館）
- サザエさん生誕60周年展「今日も一緒にサザエさん」（2006年7月15日 - 9月3日、長谷川町子美術館）
- 居酒屋冒険王（2006年）
- ジャニーズJr.の大冒険!（2006年8月15日 - 25日、ホテル・グランパシフィック・メリディアン）
- ジョイポリスカフェ Produced by ガチャピン・ムック（2007年、東京ジョイポリス）
- SUMMARY 2008 2008年8月2日 - 31日、台場・青海J地区特設会場「Johnnys Theater」）

など

## お台場映画王
2004年からスタート。メディアージュ1Fのシネマメディアージュ（2008年はフジテレビ1Fマルチシアター）で話題の映画を先行上映したり、ゲストによるトークショーなどが展開されるイベント。お台場映画王ならではの懐かしい映画の上映や、映画を上映しながらの監督らによる解説（生コメンタリー）なども見所の1つ。毎年8月後半に1週間（2008年のみ2週間）行われていた。正式名称は「THE MOVIE KING お台場映画王」。
- 2004年は、亀山千広をゼネラルプロデューサーに迎え、24 -TWENTY FOUR-を24話分24時間連続上映するなどした。
- 2005年は、笠井信輔がゼネラルプロデューサーとなった。
- 2006年は、佐々木恭子がゼネラルプロデューサーを務めた。
- 2007年は、大多亮（ドラマ制作担当局長）がゼネラルプロデューサー、亀山千広（映画事業局長）が総指揮。
- 2008年は、亀山千広が再びゼネラルプロデューサーに。

- 話題の「24」24時間連続上映（途中休憩あり）は、4年連続で行われた。2008年は、シーズン7の第1話を世界に先駆けて公開すると予告されていたが制作進行の遅延により中止となり、最終年のみ「24」とのコラボならず。
- TV Taro's「みてろよ!HOLLYWOOD」（2006年 - 2008年、亀山千広の連載レビュー作上映）

## ゼネラルプロデューサー
- 2003年 - 小林豊 営業局長（当時）
- 2004年 - 亀山千広
- 2005年 - 港浩一
- 2006年 - 鈴木謙司 事業局長（当時）
- 2007年 - 前田和也 ライツ開発局長（当時）
- 2008年 - 西渕憲司 情報制作局長（当時、1983年入社）
  - 団長ブレーン：吉田正樹

## テーマソング
- 2003年 - Snappeas「あー夏休み」（TUBEのカバー）
- 2004年 - M|A|R|S「Take a Chance!」、Loco“T”Boys〜立川商店〜「今年の夏はOnly you」
- 2005年 - Gorie with Jasmine&Joann「Pekori♥Night」
- 2006年 - サザンオールスターズ「DIRTY OLD MAN 〜さらば夏よ〜」
- 2007年 - MONKEY MAJIK「Pretty People」
- 2008年 - Hey! Say! JUMP「冒険ライダー」
  - 「M|A|R|S」（マーズ）は、フジテレビ社員・スタッフである村上真理子（ボーカル）、吉田肇（ギター）、三浦淳（ベース）、太田一平（ドラム）による4人組バンドで、「立川商店」も立川善久（ライツ開発局）らフジテレビ社員らによるバンド。
- 2023年 - 僕が見たかった青空「青空について考える」[1]
- 2024年 - tripleS「###」[12]

## 入場者数及び入場者数ランキング
- 2003年（44日間） - 約348万人（第6位）
- 2004年（51日間） - 約422万人（第4位）
- 2005年（47日間） - 約464万人（第1位）
- 2006年（48日間） - 約350万人（第5位）
- 2007年（51日間） - 約430万人（第3位）
- 2008年（44日間） - 約433万人（第2位）
- 2023年（37日間） - 約230万人（第8位）
- 2024年（37日間） - 約255万人（第7位）

## 入場料金
「冒険ランド」など一部の有料エリアでは以下の入場料金が適用され、それ以外のエリアは入場無料だった。
入場料金はワンデーパスの購入代金となっており、一度購入するとその日に限り何度でも有料エリアに出入りできた。
- 2003年 - 2004年 一般¥1000 小中学生¥800
- 2005年 - 2007年 一般¥1200 小中学生¥1000
- 2008年 一般¥1500 小中学生¥1300
- 2023年、2024年 一般¥2800 小中学生¥1800

日本テレビ・TBSといった他の放送局の大規模イベントと違い、唯一有料エリアが存在するのも特徴の一つだった。

## オフィシャルスタッフウェア
以下は基本のスタッフウェアでブースによっては番組オリジナルのTシャツを着るなどし独自性を出していた。
- 2003年は、Tシャツに青色ワークベスト
- 2004年は、山吹色のロールアップシャツ
- 2005年は、ラフくんと小象のランディのイラスト柄入りアロハシャツで、色はピンク・黄色・グレーの3種、販売もされた
- 2006年は、筆記体の「Bohken Oh」ロゴ入り半袖ラグランTシャツで、袖色が赤・青・緑・山吹色の4種
- 2007年は、BEAMSとのコラボの橙色の半袖ポロシャツ（背中に大きなラフくんの後姿のイラスト入り）に橙色のキャップ
- 2008年は、レベッカ・テイラーがデザインしたボーダー柄ポロシャツで、縞がピンク（女子）・水色（男子）の2種、背中に「FINAL STAFF」の文字入り

## 関連番組
- フジアナスタジオ まる生（フジテレビ739）番組内で会場内から中継されていた。

など